# روش بی‌اف‌جی‌اس
روش BFGS روشی در محاسبات عددی بهینه‌سازی (ریاضیات) است. برای برنامه‌سازی غیرخطی بدون قید. این روش تقریبی برای روش بهینه سازی نیوتون است. 

## ایده ی عملکرد
جهت جستجو pk در لحظه ی k ام توسط پاسخ معادله ی نیوتون داده می شود. 
{\displaystyle B_{k}\mathbf {p} _{k}=-\nabla f(\mathbf {x} _{k})}
که در آن {\displaystyle B_{k}} تقریبی به ماتریس هسین است که در هر مرحله بروز رسانی می‌شود و {\displaystyle \nabla f(\mathbf {x} _{k})} گرادیان تابع به ازای هر xk است.   

## الگوریتم
با شروع از مقدار اولیه {\displaystyle \mathbf {x} _{0}} و مقدار تقریبی اولیه {\displaystyle B_{0}} مراحل زیر تکرار می شوند تا اینکه به تقریب مورد نظر {\displaystyle x} برسیم. 
1. انتخاب جهت {\displaystyle \mathbf {p} _{k}} با حل : {\displaystyle B_{k}\mathbf {p} _{k}=-\nabla f(\mathbf {x} _{k}).}.
2. انجام جستجوی خطی برای یافتن بهترین سایز قدم {\displaystyle \alpha _{k}} برای بروزرسانی {\displaystyle \mathbf {x} _{k+1}=\mathbf {x} _{k}+\alpha _{k}\mathbf {p} _{k}.}.
3. مقدار دهی {\displaystyle \mathbf {s} _{k}=\alpha _{k}\mathbf {p} _{k}.}.
4. {\displaystyle \mathbf {y} _{k}={\nabla f(\mathbf {x} _{k+1})-\nabla f(\mathbf {x} _{k})}.}
5. {\displaystyle B_{k+1}=B_{k}+{\frac {\mathbf {y} _{k}\mathbf {y} _{k}^{\mathrm {T} }}{\mathbf {y} _{k}^{\mathrm {T} }\mathbf {s} _{k}}}-{\frac {B_{k}\mathbf {s} _{k}\mathbf {s} _{k}^{\mathrm {T} }B_{k}}{\mathbf {s} _{k}^{\mathrm {T} }B_{k}\mathbf {s} _{k}}}.}